# Stefán Karl Stefánsson
Pour les articles homonymes, voir Stefansson.
Stefán Karl Stefánsson, né le 10 juillet 1975 à Hafnarfjörður est mort le 21 août 2018 à Reykjavík (Islande), est un acteur islandais.
Il est connu pour le rôle du méchant Robbie Le Vilain dans la série Bienvenue à Lazy Town, et grâce au tube We Are Number One (en) et pour les mèmes Internet à son sujet.

## Biographie

### Mort
Le 21 juin 2017, sa femme Steinunn Olina Thorsteinsdottir annonce sur les réseaux sociaux que l'acteur est atteint d'un cancer du pancréas en phase terminale. Le 11 août, il annonce sur la radio RÚV que son cancer « est parti, jusqu'à ce qu'il revienne ». Après deux opérations, il est sorti de l’hôpital et réorganise sa vie, son état de santé restant stable.
En mars de l'année suivante, il apprend qu'il est à nouveau atteint de la maladie et on lui diagnostique un cancer inopérable en phase terminale. Il décède de sa maladie le 21 août 2018. Ses cendres sont dispersées dans l'océan Atlantique.

## Filmographie

### Cinéma
- 2001 : Régina !
- 2007 : Anna and the Moods
- 2011 : Polite People : Lárus Skjaldarson

### Télévision
- 2004-2007, 2013-2014 :  Lazy Town : Robbie « Le Vilain » Rotten (60 épisodes)
- 2010 : True Jackson : Karl Gustav (2 épisodes)

## Distinction
- 2017 : Trophées des créateurs YouTube d'argent pour avoir dépassé les 100 000 abonnés.
- 2018 (24 septembre) : Trophées des créateurs YouTube d'or pour avoir dépassé les 1 000 000 d'abonnés.